# 江橋節郎
江橋 節郎（えばし せつろう、1922年8月31日 - 2006年7月17日）は、日本の薬理学、分子生物学者。東大名誉教授、元生理学研究所長、元日本生物物理学会長。従三位勲一等医学博士。

## 来歴・人物
東京市麹町区（現東京都千代田区）九段生まれ。
筋肉の収縮機構の解明、特にカルシウムイオンが大きな役割を果たしていることの発見で知られる。トロポニンの命名者。
府立一中、一高を経て、1944年東京帝国大学医学部医学科卒業後、助手として東大に勤務。1959年にはロックフェラー研究所客員研究員となり、1959年から1983年まで東大医学部教授を勤め、その間、理学部物理学科教授、東大評議員、東大名誉教授、カリフォルニア・ハーバード両大学客員教授などを歴任した。
カルシウムや筋ジストロフィー症などに関する薬理学、生物物理学、分子生物学などの分野において、数々の発見やその業績を通して世界的発展に寄与した権威である。その後、岡崎国立共同研究機構（現自然科学研究機構）生理学研究所教授、所長となる。1982年、日本生物物理学会会長に就任。
ノーベル財団が公表したノミネートリストにより、1971年にノーベル化学賞のノミネートを受けていたことが明らかになっている。

## 業績
- コリンアセチラーゼに関する研究 1954年　東京大学　医学博士の論文
- Calcium Regulation in Biological Systems
- Muscular Dystrophy: Biomedical Aspects
- Cellular Regulation and Malignant Growth:
- Clinical Pharmacology, Teaching in Pharmacology: Proceedings of the 8th International Congress of Pharmacology, Tokyo, 1981 (Advances in Pharmacology & Therapeutics
- Molecular Biology of Muscular Contraction
- Muscular Dystrophy: Proceedings of the International Symposium on Muscular Dystrophy, Held November 25-27, 1980 in Tokyo (Japan Medical Research Foundation Publication, No. 16
- Neurotransmitters, Receptors: Proceedings of the 8th International Congress of Pharmacology, Tokyo, 1981
- Cns Pharmacology, Neuropeptides: Proceedings of the 8th International Congress of Pharmacology, Tokyo, 1981
- 丸山工作共編 1975 『筋肉』東京化学同人  (生化学実験講座 / 日本生化学会編 ; 15)
- 山田英智, 織田敏次監編 1977 『細胞機能と構造』 中山書店-- (代謝 ; 第14巻12月臨時増刊号)
- 代表 1987 「血管の細胞生物学的,分子生物学的ならびに代謝学的研究「血管代謝」｣ / [江橋節郎] ; 昭和61年度, 昭和62年度, 昭和63年度.  「血管代謝」総括班,
- 江橋節郎[ほか]編集 1979 『発生薬理学』.  医学書院,
- 代表 1987 「文部省科学研究費特定研究血管の細胞生物学的,分子生物学的ならびに代謝学的研究 和文論文集｣[江橋節郎] ; [I] 昭和61年度, II 昭和63年度, III 平成元年度. -- 「血管代謝」総括班(昭和63年度),総合研究(A)班(平成元年度)
- [ほか]編集 1995 「脳の動的機構とその基礎過程 / 文部省新プログラム「生体における動的機構の解明」グループ(1990-1995). -- 日本生理学会, . -- (日本生理学雑誌 ; 増刊号 57巻 1995)

## 論文
- 国立情報学研究所収録論文 国立情報学研究所

## 学術賞
- 1968年 朝日賞[2]
- 1972年 日本学士院賞・恩賜賞
- 1979年 クルーニアン・メダル
- 1999年 国際生物学賞
- 第一回山路自然科学奨励賞
- 第一回ピーター・ハリス賞

## 栄誉・叙勲
- 1975年文化功労者選出
- 1975年 文化勲章
- 1977年 王立協会外国人会員選出[3]。
- 1995年 勲一等瑞宝章受章[4]。
- 2006年 従七位から従三位に没後昇叙された。